# Фоксборо Стэдиум
«Фоксборо Стэдиум» (изначально — «Шефер Стэдиум», позже — «Салливан Стэдиум») — стадион в городе Фоксборо, штат Массачусетс, США, существовавший с 1971 по 2002 годы. Принимал матчи по американскому футболу и соккеру. Являлся домашним стадионом команды НФЛ «Нью-Ингленд Пэтриотс», а также клуба MLS «Нью-Инглэнд Революшн».
В 1994 году, во время чемпионата мира по футболу, на стадионе было проведено 6 игр турнира. 25 июня Диего Марадона сыграл на этом стадионе свой последний матч за сборную Аргентины (2:1 против Нигерии). Также на стадионе было проведено 5 матчей чемпионата мира по футболу среди женщин 1999 года.
На замену «Фоксборо Стэдиум» был построен «Джиллетт  Стэдиум».